# Brug 275
Brug 275 is een vaste spoorbrug in Westpoort, Amsterdam.
De brug met eenmaal enkelspoor ligt over de monding van het Tweede Koelwaterkanaal naar de Centrale Hemweg. Ze dateert uit het midden van de jaren zeventig en is ontworpen door Sier van Rhijn, later verantwoordelijk voor gebouwen etc. van de Amsterdamse metro Oostlijn. De brug bestaat uit een betonnen overspanning, gedragen door een betonnen paalfundering. Op de brug is ballastloos spoor toegepast. De leuningen van de brug zijn gelijk aan die van de nabijgelegen brug 244 van Dirk Sterenberg, Van Rhijns collega bij de Dienst der Publieke Werken. De brug is al tijden in beheer van de Nederlandse Spoorwegen, ProRail.
Opvallend aan de brug is een soort stalen balkonnetje, van hieruit kan handmatig een sluisje bediend worden dat onder de brug verborgen is.  
Het brugnummer 275 is voor deze brug herbruikt; ze was eerder in gebruik voor het ontwerp van een voetbrug in de vorm van een draaibrug over de Scharrebiersluis/Rapenburgersluis in de Schippersgracht. Of die brug ooit gebouwd is, is onbekend.
<<< · 200 · 201 · 202 · 203 · 204 · 205 · 206 · 207 · 208 · 209 ·  210 · 211 · 212 · 213 · 214 · 215 · 216 · 217 · 218 · 220 · 221 · 222 · 223 · 224 · 225 · 226 · 227 · 228 · 228P · 229 · 230 · 231 · 232 · 233 · 234 · 235 · 236 · 237 · 238 · 239 ·  240 · 241 · 242 · 243 · 244 · 245 · 246 · 247 · 248 · 249 ·  250 · 251 · 252 · 253 · 254 · 255 · 256 · 257 · 258 · 259 · 260 · 261 · 262 · 263 · 264 · 265 · 266 · 267 · 270 · 271 · 272 · 273 · 274 · 275 · 277 · 278 · 279 · 280 · 281 · 283 · 285 · 286 · 287 · 288 · 289 · 290 · 291 · 292 · 293 · 295 · 296 · 297 · 298 · 299 · >>>
Brugnummers 219, 268, 269, 276, 282, 284, 294 zijn niet (meer) in omloop.